# Maison du Bailli (Épinal)
Pour l’article homonyme, voir Maison du bailli.
La maison du Bailli, ou maison Géninet, est un édifice situé à Épinal dans les Vosges, dans la région historique et culturelle de Lorraine.

## Histoire
Contrairement à ce que son nom laisse croire, la maison du Bailli n'a jamais accueilli de baillis. Elle est construite entre 1603 et 1605 par le riche papetier et propriétaire de moulin André, ou Amé, Géninet,.
On retrouve une trace de ce nom autour de 1633, lorsque Charles IV vint à Épinal après avoir signé le traité de Charmes. Il est dit que « Géninet » fut envoyé à la rencontre du duc, à la demande des gouverneurs de la ville, afin de l'informer que les recettes communales sont insuffisantes, notamment en raison des conflits entre la France et la Lorraine à ce moment-là,.
La façade et la toiture donnant sur la place font l'objet d'un classement au titre des monuments historiques par arrêté du 20 juin 1986.
Le bâtiment sert aujourd'hui de galerie d'art.

## Description
La maison se situe sur la place des Vosges d'Épinal. Construite à l'origine dans un style Renaissance, la maison fut ornée d'un balcon à la fin du XIXe siècle.
Sur la façade, entre les fenêtres à meneaux du premier étage, un cartouche est sculpté en bas-relief et représente un angelot qui tient un blason. Ce dernier, en forme d'écu, se compose des initiales du propriétaire, « A. G. », entrelacées dans le chiffre 4 inversé à la droite de ce qui semble être une croix grecque,. On peut toutefois y voir aussi une croix de Lorraine, orientée vers la gauche et dont la plus grande traverse se mêlerait à la barre du chiffre 4. Plusieurs hypothèses tentent d'expliquer ces symboles. Parmi elles, on retient surtout l'idée d'une protection contre les rats, ou contre la peste,.

## Galerie

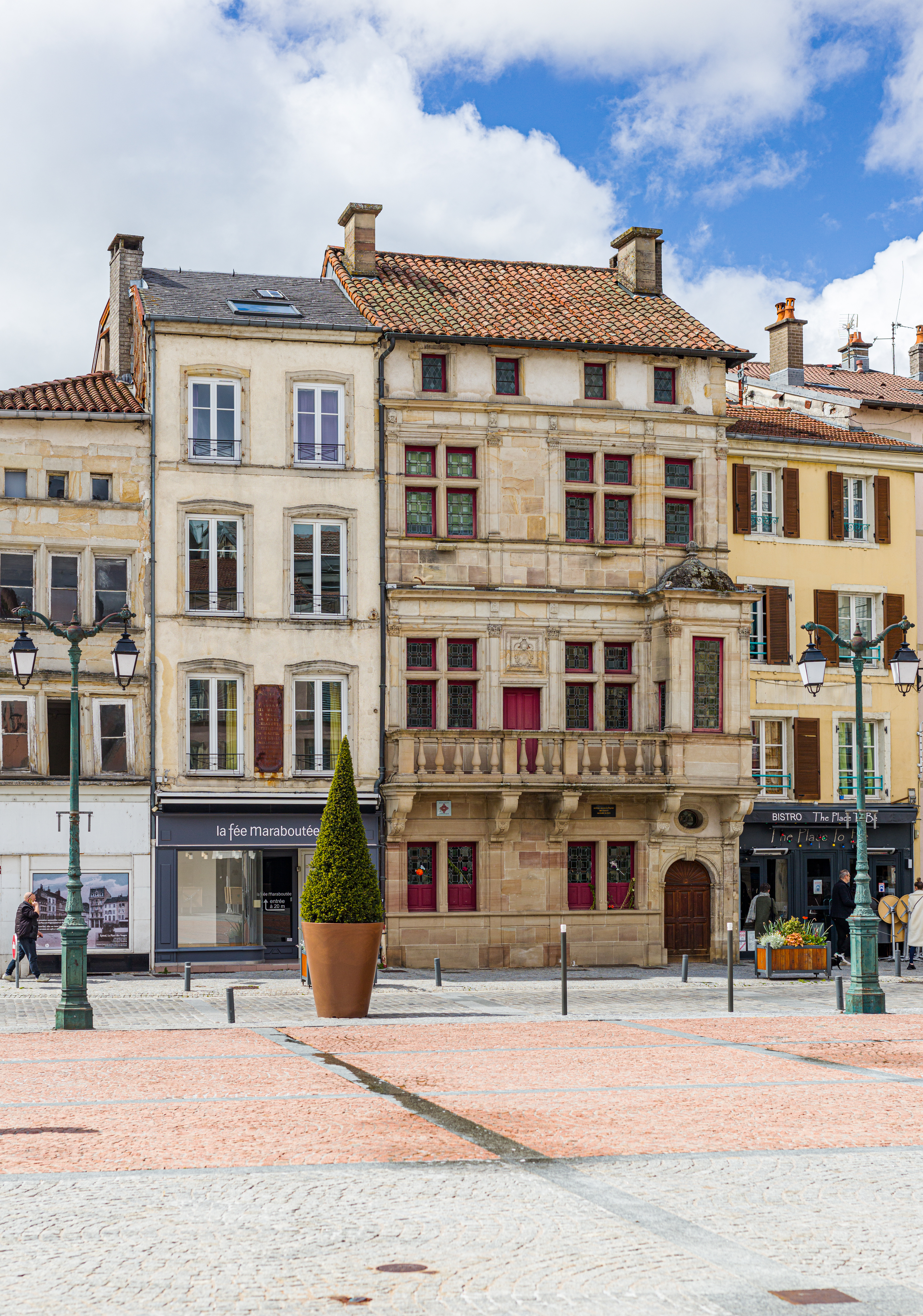
La maison du Bailli, ou Géninet, vue depuis la place des Vosges
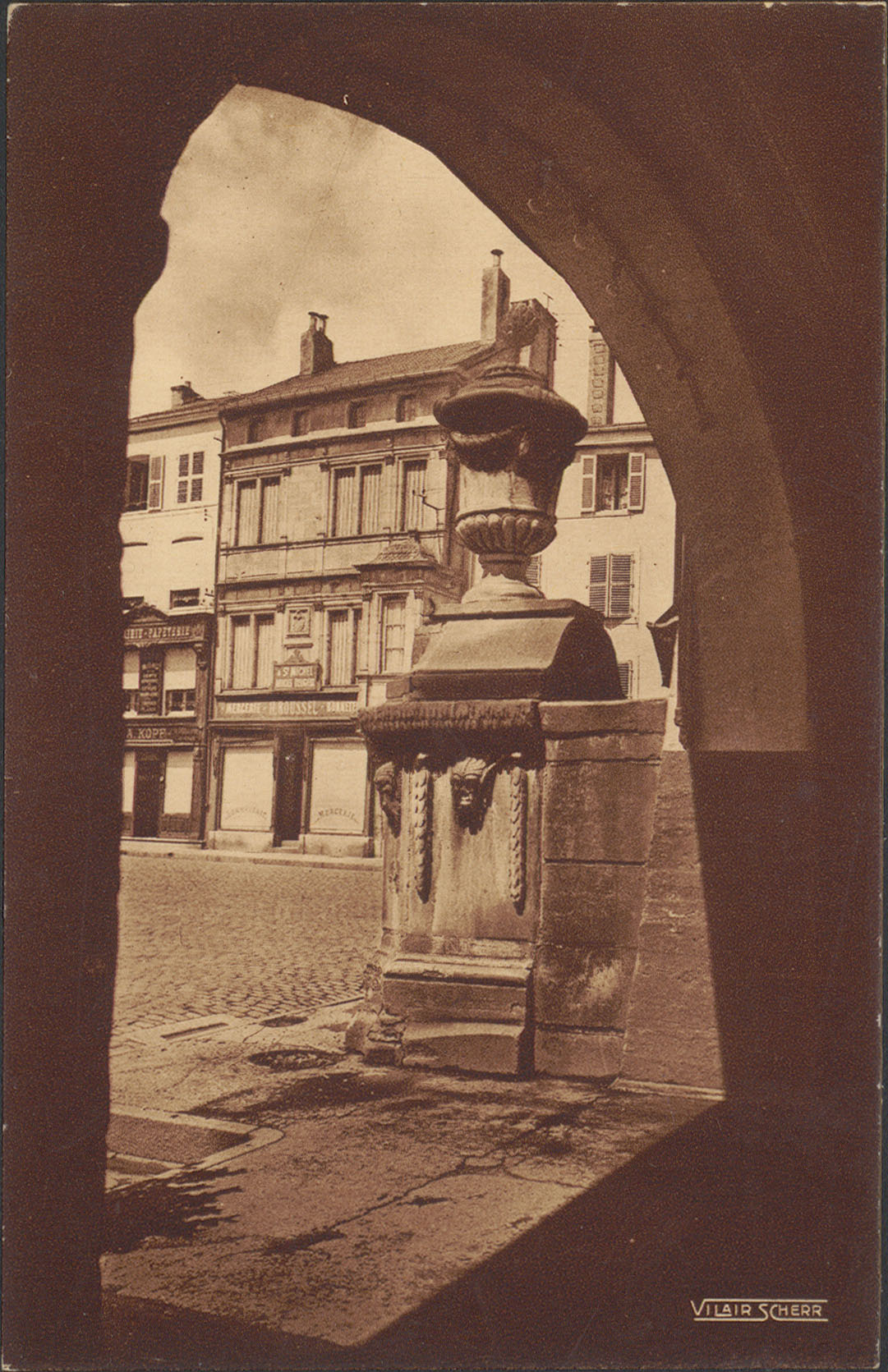
Carte postale représentant la maison du Bailli, ou Géninet, entre 1880 et 1945. Le balcon n'est pas encore construit.
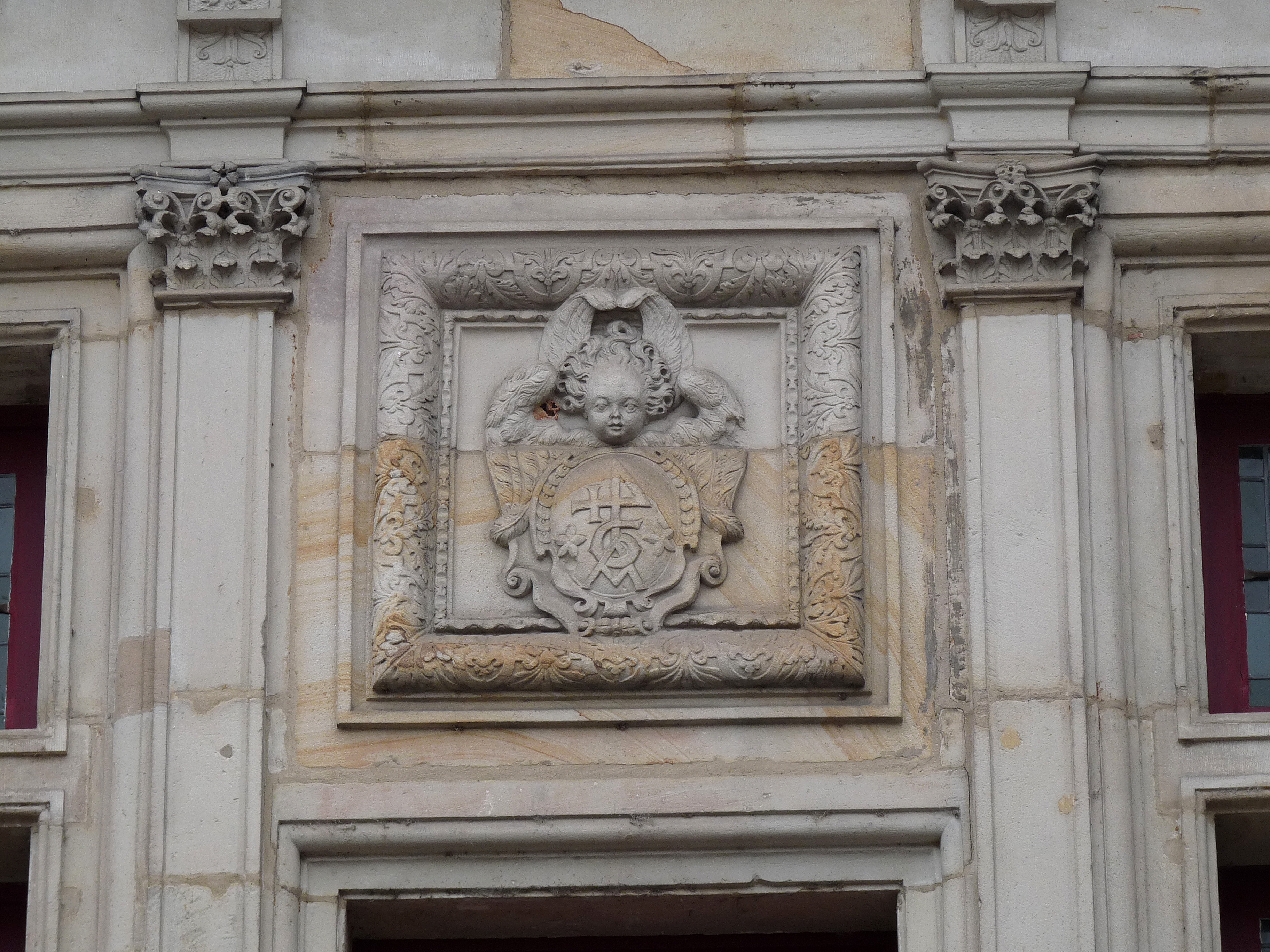
La cartouche rectangulaire sur la façade de la maison du Bailli, ou Géninet.
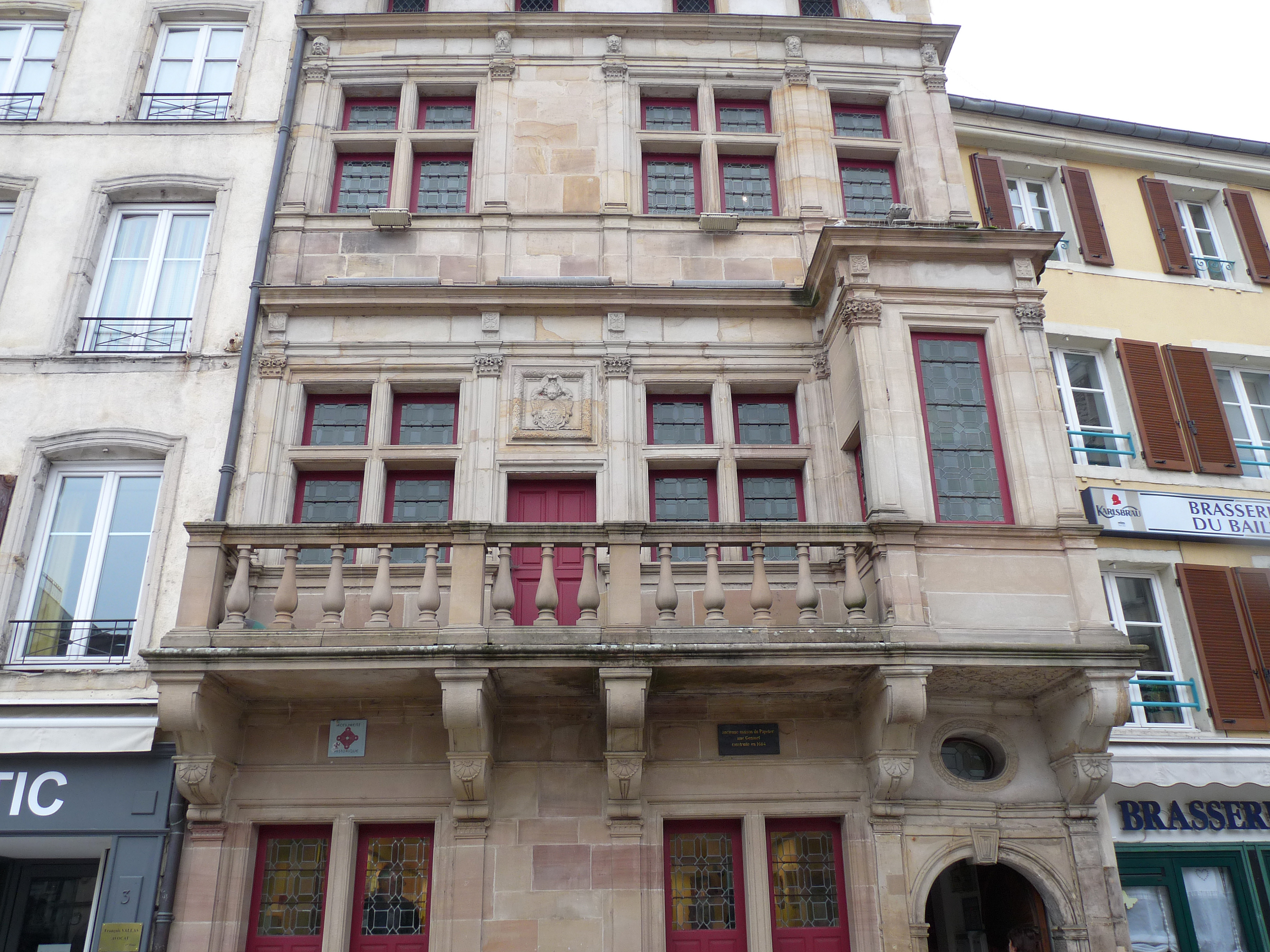
La façade et le balcon de la maison du Bailli, ou Géninet, et à droite la loggia.